# Мегеруш (Ковасна)
Мегеруш (рум. Măgheruș) — село у повіті Ковасна в Румунії. Входить до складу комуни Озун.
Село розташоване на відстані 150 км на північ від Бухареста, 13 км на південний схід від Сфинту-Георге, 28 км на північний схід від Брашова.

## Населення
За даними перепису населення 2002 року у селі проживали 111 осіб, з них 110 осіб (99,1%) угорців. Рідною мовою 110 осіб (99,1%) назвали угорську.